# Fumi Saimon
柴門ふみ
Œuvres principales
Première œuvre : Komu Otoko Funbaru!
Autres ouvrages :
- Tokyo Love Story
- Onna tomodachi
- P.S. Genki desu, Shunpei

Fumi Saimon (柴門ふみ, Saimon Fumi) est une mangaka japonaise née le 19 janvier 1957 à Tokushima dans la préfecture de Tokushima, au Japon.

## Biographie
Elle se marie en 1980 avec le mangaka Kenshi Hirokane et aura deux enfants.

## Œuvre

### Manga
- Komu Otoko Funbaru!
- Oshigoto desu!
- Asunaro Hakusho
- Tokyo Love Story
- Onna tomodachi
- P.S. Genki desu, Shunpei
- Aishite Himeko-san
- Age 35
- Bukku Endo

## Récompenses
- 1983 - 7e Prix du manga Kōdansha pour P.S. Genki desu, Shunpei (P.S. 元気です、俊平?)
- 1992 - 37e Prix Shōgakukan catégorie générale pour Kazoku no Shokutaku (家族の食卓?) et Asunaro Hakusho (あすなろ白書?)

## Sources
- (en) Cet article est partiellement ou en totalité issu de l’article de Wikipédia en anglais intitulé « Fumi Saimon » (voir la liste des auteurs).